# Jak ten czas leci
Jak ten czas leci – ostatni, czternasty longplay polskiego piosenkarza Jerzego Połomskiego, wydany w 1988 roku nakładem wydawnictwa muzycznego Polskie Nagrania „Muza”. Album zawiera 11 utworów wykonywanych przez wokalistę.
Wydano również reedycję albumu na płycie kompaktowej, która ukazała się nakładem tej samej wytwórni płytowej.

## Lista utworów
Opracowano na podstawie materiału źródłowego.
Strona A
1. „Bo z dziewczynami” (muz. Stefan Rembowski, sł. Andrzej Bianusz)
2. „Iść za marzeniem” (muz. Adam Skorupka, sł. Jacek Korczakowski)
3. „Daj” (muz. Jerzy Andrzej Marek, sł. Adam Kreczmar)
4. „Sentymentalny świat” (muz. Seweryn Krajewski, sł. Jadwiga Has)
5. „Moja miła, moja cicha, moja śliczna” (muz. Alina Piechowska, sł. Ireneusz Iredyński)
6. „Tak daleko nam do siebie” (muz. Jacek Szczygieł, sł. Jacek Korczakowski)

Strona B
1. „Jak to dziewczyna” (muz. Stefan Rembowski, sł. Andrzej Bianusz)
2. „Co mówi wiatr” (muz. Piotr Czajkowski, sł. Zbigniew Stawecki)
3. „Cała sala śpiewa” (muz. Urszula Rzeczkowska, sł. Jan Tadeusz Stanisławski)
4. „Szeptem malowane” (muz. Mikołaj Hertel, sł. Jan Zalewski)
5. „Miłości mojej mówię do widzenia” (muz. Seweryn Krajewski, sł. Ernest Bryll)